# 257-я стрелковая дивизия (2-го формирования)
257-я стрелковая дивизия (2-го формирования) — формирование (соединение, стрелковая дивизия) РККА (ВС СССР) во время Великой Отечественной войны. Период боевых действий: с 8 ноября 1941 года по 18 апреля 1943 года. 

## История
Сформирована в ноябре-декабре 1941 года в Калининской области как 257-я стрелковая дивизия (2-го формирования). В неё вошли 943, 948, 953-й стрелковые и 793-й артиллерийский полки. После сформирования была включена в состав войск Северо-Западного фронта.
В ночь на 27 декабря 1941 года батальоны 31-й стрелковой бригады вместе с частями 257-й стрелковой дивизии начали наступление по льду Селигера.
Впервые в боевые действия вступила в январе 1942 года в Торопецко-Холмской наступательной операции, в ходе которой во взаимодействии с другими соединениями 3-й ударной армии прорвала оборону немецких войск северо-западнее Осташкова и, преодолевая их упорное сопротивление, успешно развивала наступление на великолукском направлении.
С конца января до ноября 1942 года дивизия, переданная в составе армии Калининскому фронту, обороняла рубеж северо-восточнее г. Великие Луки.
Зимой 1942/43 участвовала в наступлении с целью разгромить гарнизон немецких войск в Великих Луках и овладеть этим городом.
18 апреля 1943 года за проявленные личным составом в боях мастерство и мужество была преобразована в 91-ю гвардейскую стрелковую дивизию.

## Состав
- 943-й стрелковый полк
- 948-й стрелковый полк
- 953-й стрелковый полк
- 793 артиллерийский полк,
- 313 отдельный истребительно-противотанковый дивизион,
- 329 зенитная артиллерийская батарея (523 отдельный зенитный артиллерийский дивизион),
- 455 пулемётный батальон (с 1.10.42 г.),
- 322 отдельная разведывательная рота,
- 426 отдельный сапёрный батальон,
- 538 отдельная рота связи (682 отдельный батальон связи),
- 321 медико-санитарный батальон,
- 299 отдельная рота химической защиты,
- 503 автотранспортная рота,
- 353 полевая хлебопекарня,
- 516 дивизионный ветеринарный лазарет,
- 917 полевая почтовая станция,
- 198 полевая касса Госбанка.

Перечень № 5 Стрелковых, горнострелковых, мотострелковых и моторизованных дивизий, входивших в состав действующей армии в годы Великой Отечественной войны 1941—1945 гг. / А. П. Покровский. — М.: Министерство обороны, 1956. — 218 с.

## Подчинение
- В составе 3-й ударной армии

## Командование

### Командиры дивизии
- Железников, Карп Афанасьевич (08.11.1941 — 23.01.1942), генерал-майор;
- Дьяконов, Анатолий Александрович (25.01.1942 — 10.03.1943), полковник, с 27.01.1943 генерал-майор;
- Озимин, Михаил Иванович (11.03.1943 — 18.04.1943), генерал-майор;
- Кириченко, Яков Николаевич, полковник, начальник политотдела.